# Ivan Chadr
Ivan Dmitrievitch Chadr (russe : Ива́н Дми́триевич Шадр), né le 11 février 1887 dans le village de Taktashi (ru) dans le Gouvernement d'Orenbourg (actuel oblast de Kurgan) et mort le 3 avril 1941 à Moscou,, est un sculpteur russe et soviétique.

## Biographie
De 1898 à 1901, il travaille dans une usine à Iekaterinbourg, puis étudie à l'école d'art et d'industrie d'Iekaterinbourg (ru) jusqu'en 1906, puis à l'Académie russe des beaux-arts de Saint-Pétersbourg et aux cours supérieurs d'art dramatique de l'école de théâtre de Saint-Pétersbourg. De 1910 à 1912, il étudie la sculpture à Paris (avec Rodin et Bourdelle) et à Rome. De retour en Russie en 1912, il étudie à l'Institut archéologique de Moscou (ru), s'installe à Chadrinsk en 1914 (il prend le pseudonyme Chadr du nom de cette ville), vit et travaille à Omsk de 1918 à 1921, puis retourne à Moscou. Après la révolution d'Octobre, il rejoint le courant du réalisme socialiste et sculpte entre autres des statues de Marx, Lénine (dont une statue pour le musée central Lénine ; au total, il a réalisé 16 statues de Lénine), Karl Liebknecht, Rosa Luxemburg, Victor Noguine, d'autres personnalités et militants communistes, ainsi que Le pavé, c'est l’arme du prolétaire ou La fille à la rame (ru), symbole d'émancipation et d'égalité des femmes et des hommes en URSS. Il a également réalisé une statue de Gorki, pour laquelle il a reçu le prix Staline. Il est enterré dans le cimetière de Novodievitchi.